# Un dollaro d'onore
Un dollaro d'onore (Rio Bravo) è un film western del 1959 diretto da Howard Hawks, con John Wayne, Dean Martin, Ricky Nelson, Walter Brennan e Angie Dickinson.
Nel 2014, Un dollaro d'onore è stato inserito nel National Film Registry per meriti "culturali, storici, ed estetici" dalla Biblioteca del Congresso degli Stati Uniti.

## Trama

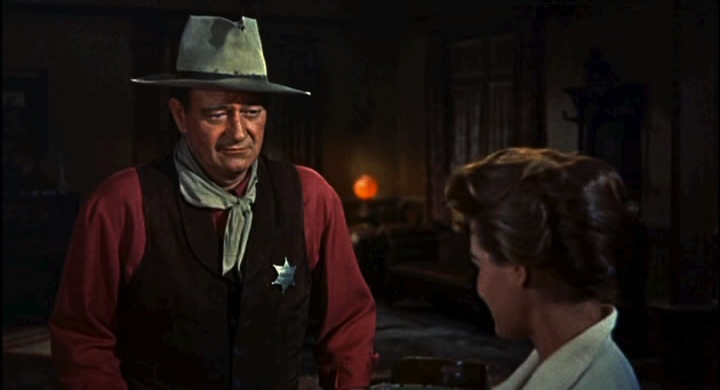
Chance (John Wayne) in una scena

Lo sceriffo John T. Chance è alle prese con un gruppo di banditi capeggiati dal perfido Nathan Burdette, un ricco e prepotente latifondista del luogo, la cui banda è responsabile di ripetute violenze e intimidazioni nella cittadina di Rio Bravo. Chance, deciso a far rispettare la legge, può contare soltanto sull'aiuto del vice-sceriffo Dude, che si è dato all'alcool dopo una delusione amorosa ed è diventato lo zimbello di tutti, del vecchio invalido Stumpy, del giovane pistolero "Colorado" Ryan e dell'affascinante Feathers, vedova di un giocatore d'azzardo.
Durante una rissa nel saloon, un uomo resta ucciso e Chance arresta per omicidio Joe Burdette, fratello di Nathan, ma il gesto gli costa la crescente ostilità del signorotto del luogo, che ricorre alle minacce per far liberare suo fratello. Lo sceriffo non scende a compromessi e riesce a tener duro anche grazie all'aiuto di Colorado, ma la banda di Nathan riesce con uno stratagemma a catturare il vice-sceriffo e lo tiene in ostaggio, contrattando uno scambio con Joe Burdette. Lo sceriffo accetta la proposta ma prepara un piano che gli permetta di salvare la sua autorità e il suo prestigio.
Mentre avviene lo scambio, Dude aggredisce Joe e i due iniziano a picchiarsi e questo innesca uno scontro a fuoco tra Chance e Colorado da una parte e la banda di Burdette dall'altra. Nel frattempo il vecchio Stumpy, che contraddicendo agli ordini dello sceriffo lo aveva seguito, preleva della dinamite da un carro che staziona dietro al deposito dove sono nascosti gli uomini della banda e Chance ne provoca la detonazione. Nell'enorme incendio che devasta rapidamente il magazzino, la banda viene sgominata e il paese è finalmente liberato dall'incubo.
Questo gruppo eterogeneo e improvvisato trova nell'amicizia e nella complicità reciproche la chiave per affrontare con coraggio la spietata lotta contro la banda di fuorilegge. In cambio, ognuno troverà il modo di riscattare la propria umile esistenza priva di gloria.

## Produzione
Il film fu realizzato da Howard Hawks e John Wayne come una esplicita risposta a Mezzogiorno di fuoco, film giudicato in maniera negativa e "anti-americana" da entrambi. Lo studio di Old Tucson, dove venne girato il film, fu costruito in scala 7:8, affinché gli attori sembrassero più grandi di quanto fossero in realtà.
Con i suoi 141 minuti, Un dollaro d'onore è il western classico di durata più lunga. Per i primi quattro minuti completi del film – inclusi i titoli di testa – l'azione si svolge senza alcun dialogo. Il regista dichiarò che aveva voluto sperimentare questa sequenza dopo aver analizzato il linguaggio televisivo, che stava emergendo in quegli anni.

## Commento musicale
Il commento sonoro, firmato da Dimitri Tiomkin, ripete numerose volte il tema del Degüello, un inquietante motivo che veniva utilizzato dall'esercito messicano come richiamo militare. Nel film vengono eseguite anche alcune canzoni: Dean Martin canta My Rifle, My Pony and Me, che era stata inizialmente inserita nel film Il fiume rosso, western sempre diretto da Hawks e interpretato da Wayne. Il titolo originale era Settle Down, il testo fu riscritto e adattato alla nuova situazione da Paul Francis Webster. L'altra canzone eseguita da Dude, Colorado e Stumpy è una popolare ballata folk americana, intitolata Get Along Home, Cindy. I titoli di coda scorrono su Rio Bravo, canzone ancora una volta eseguita da Dean Martin, composta da Tiomkin appositamente per il film.

## Imprecisioni
- Verso la metà del film, Colorado (Ricky Nelson), udendo suonare il Degüello, rivolgendosi agli amici dice: "In questo momento Burdette sta parlando, sentite questo brano? Lo suonavano ad Alamo quando il generalissimo Santa Anna imbottigliò quelli della Missione", in realtà, nessuno venne 'imbottigliato' (nell'originale è usata l'espressione "pent up"), ma fu un atto volontario del colonnello Travis e la sua gente per guadagnare tempo, affinché il generale Sam Houston potesse radunare uomini per affrontare l'esercito messicano.

## Curiosità
- Nonostante il nome di Harry Carey Jr. appaia nei titoli di coda alla fine, l'attore non è presente nel film. Al tempo, infatti, Carey aveva problemi di alcolismo; uno dei primi giorni sul set si rivolse al regista chiamandolo Howard anziché Mr. Hawks. Il regista, infuriato, onorò comunque il suo contratto, ma la sua parte nel film (un cittadino) fu tagliata.[senza fonte]
- Il regista statunitense John Carpenter ha più volte citato Un dollaro d'onore come uno dei suoi film preferiti: possiamo trovare riferimenti al film in molti dei suoi successi, da Distretto 13 - Le brigate della morte al più tardo Fantasmi da Marte.

## Riconoscimenti
- 1960 - Alloro d'oro
  - Miglior Film d'Azione
  - Miglior Performance in un film d'azione per Dean Martin

Nel 2002, in un sondaggio della rivista Sight and Sound proposto a diversi registi, Quentin Tarantino ha inserito Un dollaro d'onore al secondo posto nella classifica dei suoi 12 film preferiti, dopo Il buono, il brutto, il cattivo di Sergio Leone.

## Galleria d'immagini

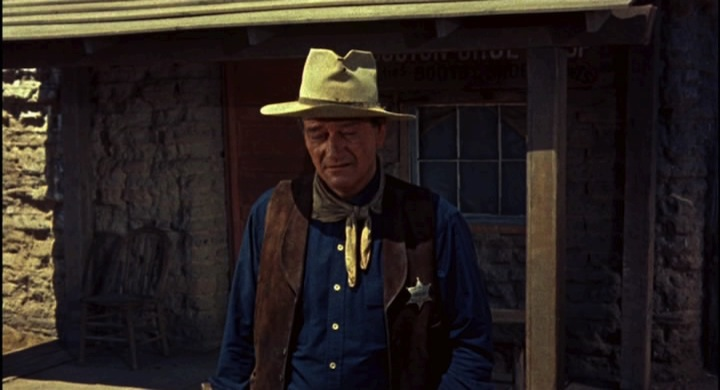
John Wayne
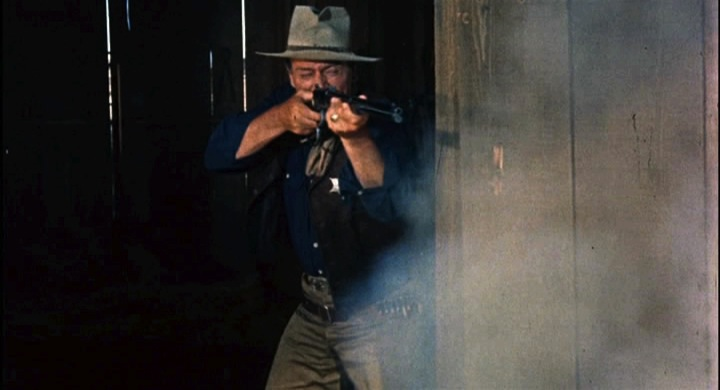
John Wayne
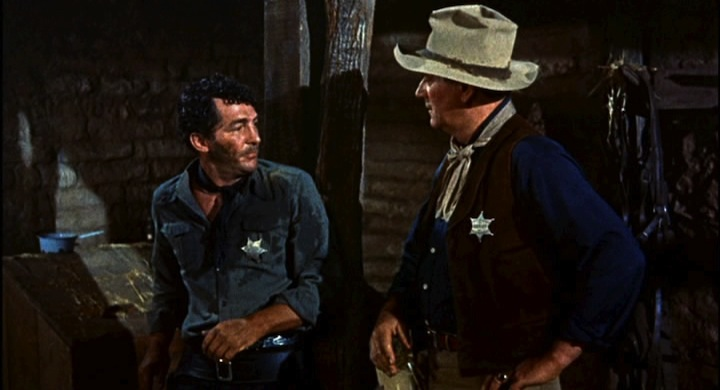
Dean Martin e John Wayne
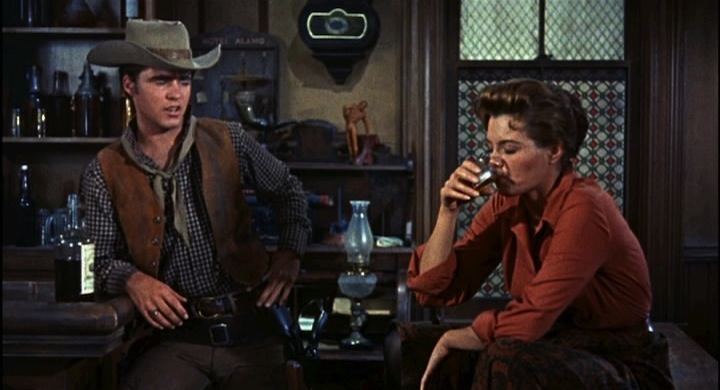
Ricky Nelson e Angie Dickinson
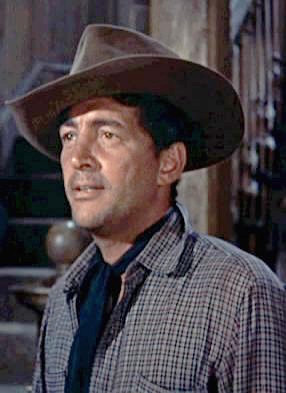
Dean Martin
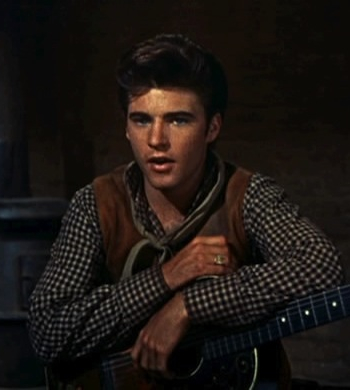
Ricky Nelson